# Ömeranlı
Ömeranlı (kurdiska: Omera/Omaro), även kallad Tavşançalı, är en kommun i provinsen Konya i Turkiet, belägen i distriktet Kulu. Befolkningsmajoriteten är kurder. 
Tidigare hette området Tavşançalı, vilket det behöll fram till 2015, då det gamla namnet Ömeranlı återtogs.
Den kommunala organisationen grundades 1955.

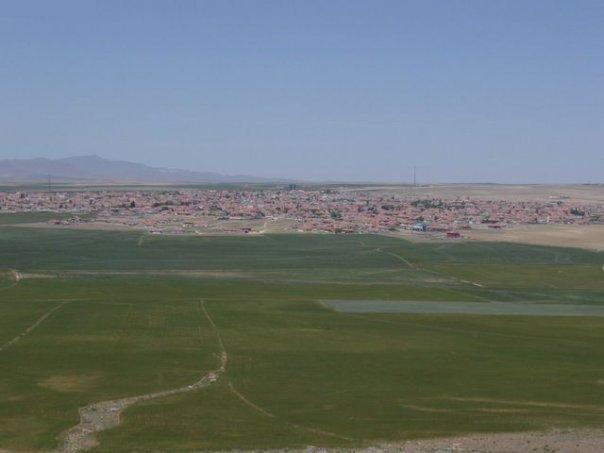
Kommunen Ömeranlı

Nästan hälften av kommunens befolkning är arbetare i utvecklade europeiska länder såsom Sverige, Norge och Tyskland, vilket märkbart bidrar till ekonomin i kommunen. Dessutom är bidraget ganska högt till det sociala kulturlivet. Det finns en modernt utrustad vårdcentral i kommunen och två grundskolor, ett mellanstadium och ett högstadium. En majoritet är sysselsatt inom jordbruk, boskapsskötsel och godstransport. Viktiga grödor är vete, korn och kummin. Mjölfabrik, järn, snickerier och många byggföretag är verksamma i kommunen.
Riksvägen D 715 mellan Ankara och Konya skär rakt igenom Ömeranlı. Vägen underlättar förbindelserna till byarna och kommuner runtomkring.

## Befolkning
Sedan 2021, har kommunen en folkmängd på 4,607 varav majoriteten utgör etniska kurder. Andra folkgrupper är också bosatta inom kommunen men oftast i utkanterna av kommunen, som exempelvis romer och syrier. Kommunen utgör en sommardestination för diasporan från olika delar av världen, främst Skandinavien. Därav ökas folkmängden exponentiellt under somrarna som i sin tur ger upphov till ökad ekonomisk tillväxt för näringsverksamheter.
Majoriteten av befolkningen är ättlingar från Reşwan-klanen.

## Språk
Nordkurdiska (kurdiska: Kurmancî, turkiska: Kurmanji) och turkiska (kurdiska: Tirkî, turkiska: Türkçe) är de huvudspråk som talas i Ömeranlı.

## Sevärdheter
Ömeranlı ligger i den centrala delen av Turkiet vilket möjliggör enkla färd till olika delar av Turkiet.
Norr om kommunen finns huvudstaden Ankara som ligger 1 timme och 40 minuters bilfärd bort.
Söder om kommunen finns staden Konya som ligger 1 timme och 30 minuters bilfärd bort. Konya var forna seldjukiska Rumsultanatets huvudstad.
Öster om kommunen finns Turkiets andra största sjö Tuz Gölü som ligger 30 minuters bilfärd bort. Med en 2 timmars extra bilfärd österut, hamnar man i den historiska staden Kappadokien.

## Politik
Med anledning av att kommunen Ömeranlı är belägen i distriktet Kulu, ingår kommunens röster i Kulu distriktet. Under presidentvalet 2023, fick Folkets Allians (AKP och MHP) 57,6 % av rösterna i distriktet Kulu och Nationens Allians (CHP, IYI och YSP) fick 31,6 % av rösterna.

## Kända personer från Ömeranlı
- Fahrettin Koca, läkare och Turkiets före detta folkhälsominister.[3]